# Piotr Chmieliński
Piotr Paweł Chmieliński (ur. 17 lipca 1952 w Słocinie, obecnie część Rzeszowa) – polski podróżnik.

## Życiorys
Absolwent AGH. Organizator i uczestnik wielu wyczynowo-badawczych wypraw kajakowych, m.in. Canoandes 1979 po rzekach Ameryk oraz spływu kanionem rzeki Colca. Najsłynniejszym osiągnięciem Chmielińskiego był udział w międzynarodowej wyprawie, mającej za zadanie przepłynięcie kajakami Amazonki i odkrycie jej źródeł, co nastąpiło w 1985 (odnotowane w Księdze rekordów Guinnessa). Odkrycie to zostało opisane przez Chmielińskiego w National Geographic w kwietniu 1987 oraz przez dziennikarza Joego Kane'a w książce Running the Amazon, wydanej w jedenastu wersjach językowych. Kwestionowane jest przez Jacka Pałkiewicza, który twierdzi, że to on odkrył źródła, 11 lat po Chmielińskim.
Laureat zespołowej nagrody Super Kolos 2000 (Kolosy) za zdobycie kanionu rzeki Colca.

## Odznaczenia
- Krzyż Oficerski Orderu Zasługi RP – nadany w grudniu 2012[1]; wręczony w marcu 2013[2]